# Вепсская мифология
Ве́псская мифология — мифологические представления народа вепсов, являющиеся частью схожих для всех финно-угров мифологических представлений.
В связи с ранней христианизацией у вепсов сохранились лишь самые общие черты их древних политеистических верований и эпоса. В основном вепсский фольклор сохранил значительный пласт представлений о духах, нечисти, зачастую сильно переплетённых с христианской тематикой. Лингвистические реконструкции позволяют утверждать, что верховным богом вепсского пантеона был Юму (вепс. Jumou), первоначально являвшийся богом грома, грозы и других небесных явлений. Богом воды был дух Турзаас (вепс. Turzas). Впоследствии, как и во многих других языческих культурах, подвергшихся влиянию православия, место небесного божества у вепсов занял Илья-пророк, Юму же стало наименованием бога вообще. 
В отличие от большинства других прибалтийско-финских народов, у вепсов не сохранилось эпических сказаний, равнозначных карельской Калевале или эстонскому Калевипоэгу, что свидетельствует, возможно, о более раннем обособлении вепсов от прибалтийско-финской общности.

## Космогонические мифы
Следствием взаимного влияния христианских и языческих представлений о сотворении мира друг на друга является миф, в котором творение Вселенной предстаёт как результат противостояния Бога и дьявола: «Когда Бог творил землю и живые существа, дьявол из зависти мешал Ему. Бог рассердился, схватил дьявола и сбросил его с неба на землю, в болото. В болоте, в том месте, куда провалился дьявол, образовалась большая дыра; из этой-то дыры и полезла всякая “нечисть”. Часть пошла в озера – водяники, часть в леса – лесовики, часть забралась в тучи и облака и так распространилась по всему свету».
В другом мифе повествуется о том, как птицы по приказу Бога создали «мировую реку». «Бог задумал выкопать реку и призвал на помощь птиц. Птицы откликнулись на призыв Бога и участвовали в прокладке русла реки, кроме ястреба. За неповиновение Господь наказал ястреба. В течение Спасова поста (вепс. Spasan puha), длящегося от Преображения Господня до третьего Спаса, ястребу запрещено пить из реки воду. Из-за этого он пищит, пить просит, но из реки пить не осмеливается». 
Представления вепсов о мироздании и об устройстве окружающего мира сходны с таковыми у многих других народов: плоская земля в виде круглого острова, окруженного водой и небо, являющееся стеклянным колпаком. Звёзды же предстают «высеченными Богом золотыми гвоздями».